# 小蘭嶼
小蘭嶼（達悟語：或，另見內文）是一座位處西太平洋，臺灣東南外海，蘭嶼的東南方的火山島，由臺東縣蘭嶼鄉紅頭村管轄，島上無人居住，曾為中華民國國軍的靶場。

## 名稱
蘭嶼達悟族人以達悟語稱之 （又作 ）或 （又作  或 ，衍生自達悟語 gaod，荖藤之意），另有 、 等別稱。
此島漢名小蘭嶼、小紅頭嶼，均為相對蘭嶼（紅頭嶼）而命名。綠島漁民則稱之羊仔山。

## 概要

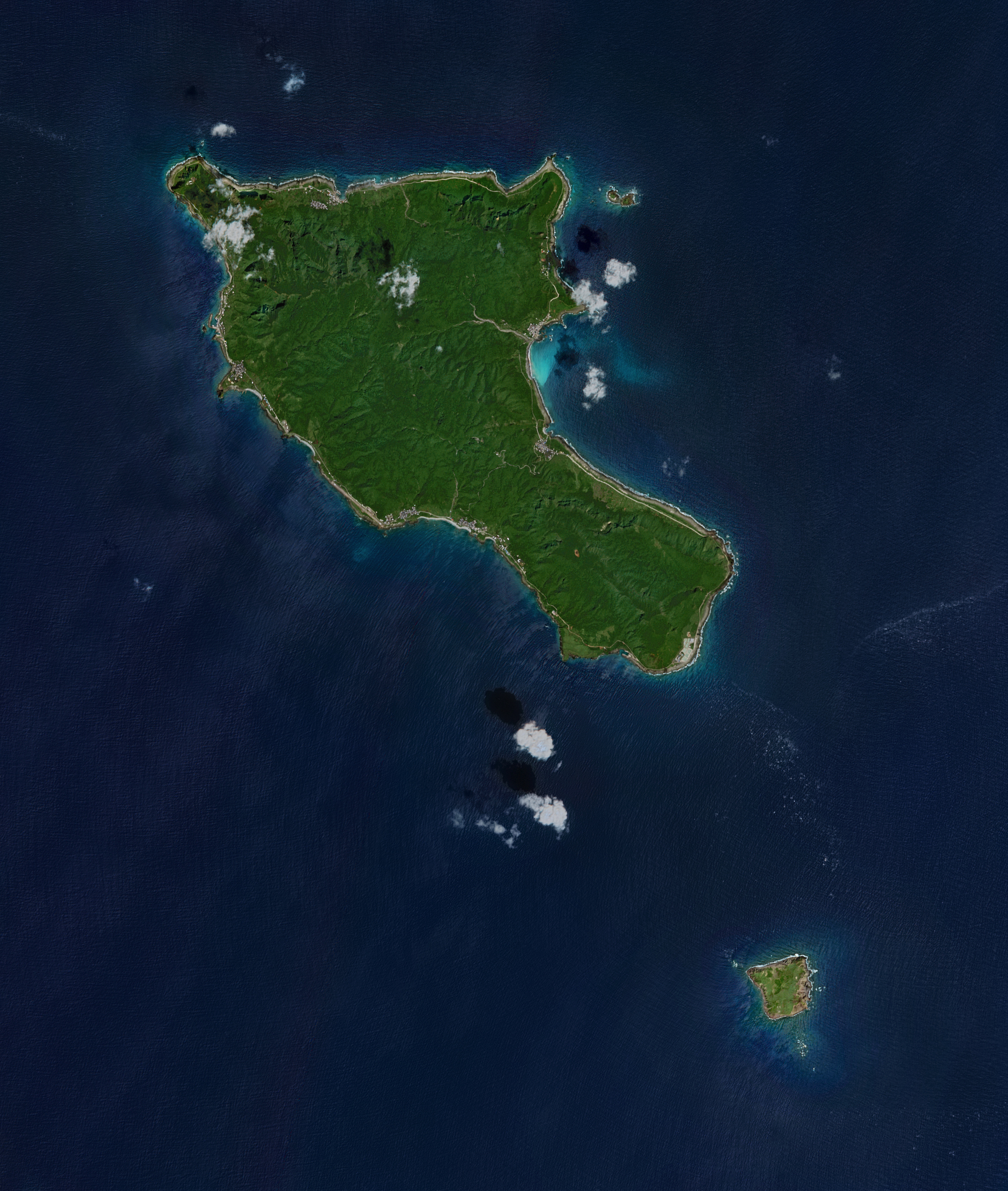
哨兵2號衛星拍攝的蘭嶼和小蘭嶼（右下）

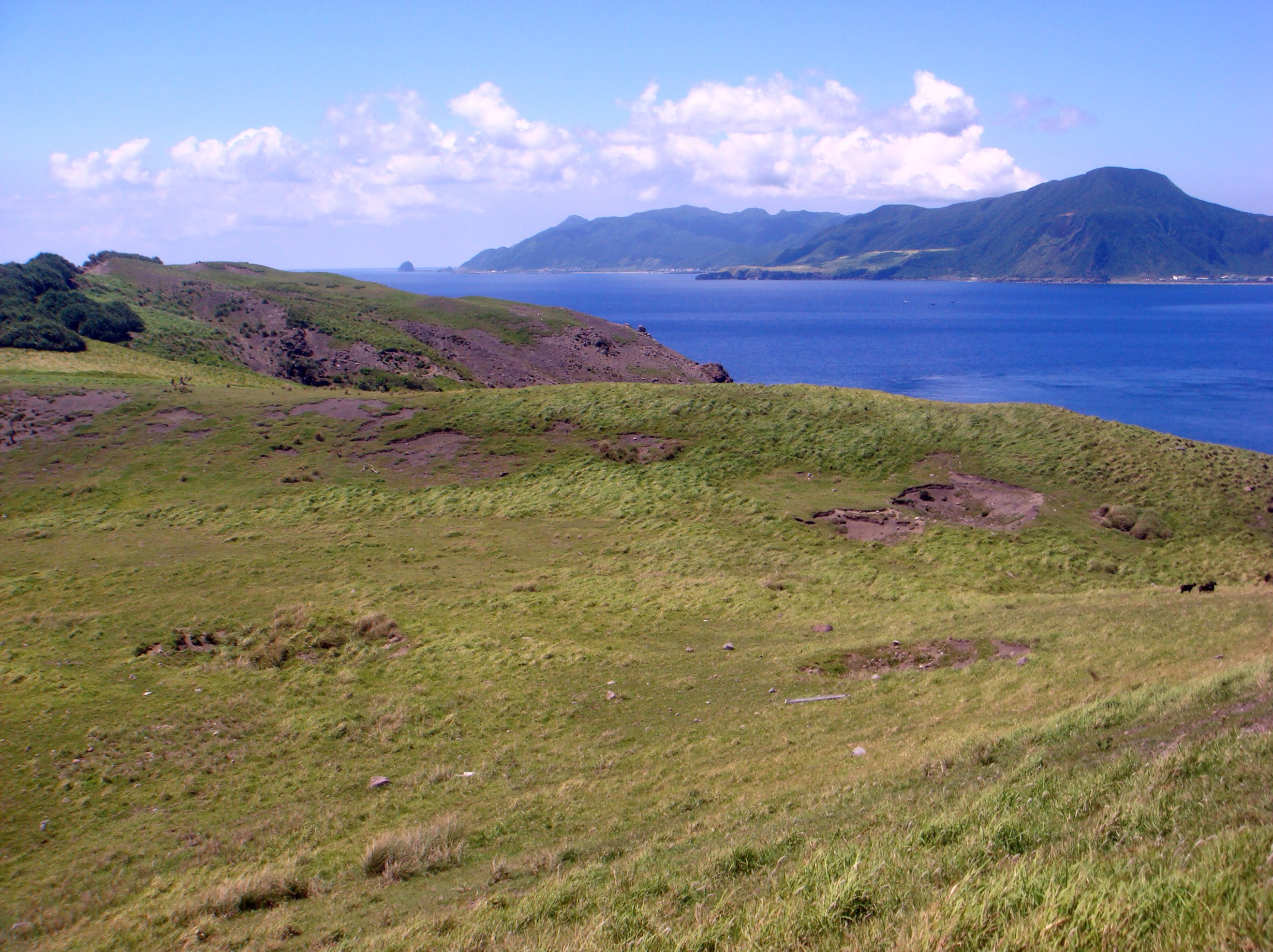
由小蘭嶼眺望蘭嶼

小蘭嶼位於蘭嶼東南方，大約3浬（5.556公里）左右航程。小蘭嶼面積為1.75平方公里，位在蘭嶼東南方三海浬，海岸線全長約4.3公里，海岸多為懸崖分佈，至今無人居住，中華民國國軍將其列為飛彈炸射的靶場。
蘭嶼、小蘭嶼之間的海峽，綠島漁民稱為「羊仔山縫」。小蘭嶼之西南海域有暗礁，名為高台石、三米礁、三米汕。
小蘭嶼的達悟語名稱「Ji-teiwan」意為「神秘島」，小蘭嶼海域暗流多、水流又急，到小蘭嶼捕魚是艱鉅神聖的事，族人傳說若女性不顧禁忌到小蘭嶼，將招來狂風暴雨，此外，傳統飛魚祭期間（三月至六月）也禁止鄉民到小蘭嶼，如果在飛魚季期間登島，耆老總會告誡可能會發生漁獲大減、或出意外等不好的事。近年來雖然已無女性登島的禁忌，但小蘭嶼周邊海域海流強勁、有一定的危險，也因為沒有碼頭，必須從海面上游泳至北岸上岸。

## 地質地貌
小蘭嶼全島主要由含黑雲母之角閃石安山岩熔岩流及火山碎屑岩所組成，熔岩堆積於島嶼的四個角落，為全島較高的地區，東南角高175公尺的小紅頭嶼山，為小蘭嶼的最高峰，島嶼中央為火山噴發口形成的窪地，呈現出外形良好的火山陷落口地形。海岸多為懸崖分佈，而碎裂的安山岩，在經過海水的磨蝕及氧化而形成赤紅色及黑色礫石灘，是小蘭嶼海岸的一大特色。

## 生態
目前記載小蘭嶼生物的文獻資料，僅有在日治時代的調查並記載小蘭嶼為白腹鰹鳥的繁殖地之一，但在經過這數十年期間，這些白色的大鳥未再被觀察到。目前記錄僅有兩棲爬蟲類曾經作過局部調查，沿岸潮間帶及亞潮帶之海岸生物未有文獻記錄。早期有居民放養山羊，採自然放牧及焚燒雜草餵養。
小蘭嶼蝴蝶蘭
小蘭嶼蝴蝶蘭，又稱為桃紅蝴蝶蘭，在台灣地區只產在小蘭嶼，1934年首次命名為小蘭嶼蝴蝶蘭，2010年認定其與菲律賓常見之桃紅蝴蝶蘭為同一物種。數量稀少，在台灣屬於嚴重瀕臨絕滅的物種。
仙女蝦
2010年，屏東海生館助理研究員朱育民團隊在小蘭嶼島上火山口低窪處的泥土中，找到一種類似金字塔狀的卵，經分離孵化後比對基因，發現為「仙女蝦」，因海生館暫無繁殖飼養計劃，目前僅保存卵進行日後研究。朱育民指出，台灣首次發現仙女蝦的紀錄是2004年在陽明山向天湖，由台大生命科學系教授周蓮香團隊發現，但與他在小蘭嶼發現的個體不同，進行基因比對發現，小蘭嶼仙女蝦跟澳洲昆士蘭仙女蝦類似，不排除是過境候鳥夾帶含卵的泥土掉落。

## 參看
- 台灣島嶼
- 蘭嶼
- 蘭嶼鄉
- 達悟族

## 外部連結
- https://web.archive.org/web/20160304112957/http://www.abe.com.tw/wordpress/?p=160
- http://blog.udn.com/jackal0910/1841023 （页面存档备份，存于）
- http://blog.iset.com.tw/fish/?p=2792 （页面存档备份，存于）
- http://www.lowgogai.idv.tw/list_3_1_1.htm （页面存档备份，存于）
- http://www.rhythmsmonthly.com/?p=11618 （页面存档备份，存于）